# Hatepe (Taupo) tűzhányó kitörése
A Hatepe kitörés az ókorban i. sz. 180 körül Új-Zélandon történt. Nevét a Hatepe pliniani habkő tephra rétegről kapta, de Taupo kitörés néven is szerepel a szakirodalomban a vulkáni terület összefoglaló neve miatt. Az egyik legnagyobb kitörés volt az elmúlt 20 000 évben. Úgy vélik  a hegy felrobbant a kitöréskor és az összeomlás helyén maradt kalderában jött létre a Taupói-tó. A kilökődő anyag közel 120 km³ volt, amelyből 30 km³ a robbanáskor a légkörbe és annak felső rétegeibe repült néhány perc alatt; a kitörés erejét a Vulkánkitörési index szerinti 7-nek becsüli. Ezen adatok miatt az egyik legerőteljesebb kitörésnek tekintik, amely az elmúlt 5000 évben történt, hasonló hatásúnak vélik az időjárásra és az emberiség történelmére, mint a minószi kitörést az i.e. 2 évezredben, vagy a 946-os kitörést a Pektu-hegyen és az 1815-ös kitörést Tamborán. A keletkező és a földet többször megkerülő hamufelhőtől vörös lett az ég Róma felett és Kínában is.

### Szótár
- Földtani alapfogalmak

## Fordítás
Ez a szócikk részben vagy egészben  a   Hatepe eruption című angol Wikipédia-szócikk ezen változatának fordításán alapul.  Az eredeti cikk szerkesztőit annak laptörténete sorolja fel. Ez a jelzés csupán a megfogalmazás eredetét és a szerzői jogokat jelzi, nem szolgál a cikkben szereplő információk forrásmegjelöléseként.